# Mayam
Mayam est une localité du Cameroun située dans l'arrondissement de Ndoukoula, le département du Diamaré et la région de l’Extrême-Nord. Elle fait partie du canton de Kola.

## Population
En 1975, la localité comptait 132 habitants, des Daba.
Lors du recensement de 2005, on y a dénombré 106 personnes.